# QV4
QV 4 est un des tombeaux situé dans la vallée des Reines, dans la nécropole thébaine, sur la rive ouest du Nil face à Louxor en Égypte.

## Description
QV 4 est une tombe anonyme datant de la XVIIIe dynastie, constituée de deux chambres dont la première est inaccessible car l'entrée est bloquée par des débris.
La seconde chambre est ensevelie sous de la boue et des blocs de marne qui se sont effondrés, notamment car elle se situe sous un chemin autrefois emprunté par des voitures. 